# Puchar Europy w Wielobojach 1973
1. Puchar Europy w wielobojach – cykl zawodów lekkoatletycznych zorganizowanych przez European Athletics latem 1973 roku. Finał pucharu Europy odbył się na stadionie w Bonn 22 i 23 września. Rywalizację wśród panów wygrała drużyna Polski, a wśród pań reprezentacja NRD.

## Rezultaty

### Finał pucharu Europy

#### Mężczyźni
| Pozycja | Reprezentacja  | Wynik (pkt) |
| ------- | -------------- | ----------- |
| 1       | Polska         | 23578       |
| 2       | ZSRR           | 23434       |
| 3       | NRD            | 22723       |
| 4       | Francja        | 22574       |
| 5       | RFN            | 22125       |
| 6       | Szwecja        | 22329       |
| 7       | Szwajcaria     | 22078       |
| 8       | Czechosłowacja | 22024       |
| 9       | Bułgaria       | 21016       |
| 10      | Austria        | 19909       |

#### Kobiety
| Pozycja | Reprezentacja | Wynik (pkt) |
| ------- | ------------- | ----------- |
| 1       | NRD           | 13924       |
| 2       | ZSRR          | 13351       |
| 3       | Bułgaria      | 12882       |
| 4       | RFN           | 12823       |
| 5       | Węgry         | 12612       |
| 6       | Francja       | 12559       |
| 7       | Austria       | 12285       |
| 8       | Jugosławia    | 11561       |

### Półfinały
Zawody półfinałowe w roku 1973 odbyły się w austriackim Innsbrucku, w Reykjavíku na Islandii oraz w stolicy Bułgarii Sofii.

#### Innsbruck

##### Mężczyźni
| Pozycja | Reprezentacja | Wynik (pkt) |
| ------- | ------------- | ----------- |
| 1       | Szwecja       | 22914       |
| 2       | Szwajcaria    | 22548       |
| 3       | Austria       | 22066       |
| 4       | Finlandia     | 21863       |
| 5       | Hiszpania     | 20237       |
| 6       | Węgry         | 20147       |
| 7       | Włochy        | 18262       |
| 8       | RFN           | 14831       |

##### Kobiety
| Pozycja | Reprezentacja | Wynik (pkt) |
| ------- | ------------- | ----------- |
| 1       | Węgry         | 13072       |
| 2       | RFN           | 12837       |
| 3       | Austria       | 12356       |
| 4       | Szwajcaria    | 11543       |
| 5       | Włochy        | 10941       |
| 6       | Szwecja       | 10817       |
| 7       | Hiszpania     | 10574       |

#### Reykjavík

##### Mężczyźni
| Pozycja | Reprezentacja   | Wynik (pkt) |
| ------- | --------------- | ----------- |
| 1       | Francja         | 22060       |
| 2       | Belgia          | 20817       |
| 3       | Holandia        | 20613       |
| 4       | Wielka Brytania | 20588       |
| 5       | Dania           | 20245       |
| 6       | Islandia        | 19091       |

##### Kobiety
| Pozycja | Reprezentacja   | Wynik (pkt) |
| ------- | --------------- | ----------- |
| 1       | Francja         | 12374       |
| 2       | Wielka Brytania | 11966       |
| 3       | Holandia        | 11573       |
| 4       | Islandia        | 9990        |

#### Sofia

##### Mężczyźni
| Pozycja | Reprezentacja  | Wynik (pkt) |
| ------- | -------------- | ----------- |
| 1       | ZSRR           | 23270       |
| 2       | Polska         | 23225       |
| 3       | NRD            | 23009       |
| 4       | Bułgaria       | 22247       |
| 5       | Czechosłowacja | 22325       |
| 6       | Jugosławia     | 13585       |

##### Kobiety
| Pozycja | Reprezentacja  | Wynik (pkt) |
| ------- | -------------- | ----------- |
| 1       | NRD            | 14047       |
| 2       | ZSRR           | 13354       |
| 3       | Bułgaria       | 13056       |
| 4       | Jugosławia     | 12107       |
| 5       | Czechosłowacja | 11931       |
| 6       | Polska         | 11865       |